# گمینا ناروکا
گمینا ناروکا (به لهستانی:  Gmina Narewka) یک گمینا در لهستان است که در شهرستان خاینووکا واقع شده‌است. گمینا ناروکا ۳۳۹٫۴۸ کیلومتر مربع مساحت و ۴٬۰۱۹ نفر جمعیت دارد.